# Znojile (gmina Zagorje ob Savi)
Znojile – wieś w Słowenii, w gminie Zagorje ob Savi. W 2018 roku liczyła 110 mieszkańców.